# ساوارا-کو، فوکوئوکا
ساوارا-کو، فوکوئوکا (به لاتین: Sawara-ku, Fukuoka) یک منطقهٔ مسکونی در ژاپن است که در فوکوئوکا واقع شده‌است.